# Carles Feixa i Pàmpols
Carles Feixa i Pàmpols (Lleida, 1962) és un catedràtic d'Antropologia social i professor de la Universitat Pompeu Fabra. Doctor per la Universitat de Barcelona i doctor honoris causa per la Universitat de Manizales (Colòmbia). Ha estat investigador i professor visitant en diversos centres acadèmics internacionals. S'ha especialitzat en l'estudi de les cultures juvenils i ha dut a terme treballs de camp als Països Catalans i a Mèxic.
És autor de més de 25 llibres, coeditor de la revista Young (Londres / Delhi) i membre del consell editorial de múltiples revistes internacionals. Ha estat assessor per a polítiques de joventut de l'Organització de les Nacions Unides i és vicepresident del Comitè de Recerca en Sociologia de la Joventut de la International Sociological Association.

## Obra publicada (selecció)
- De jóvenes, bandas y tribus (Ariel, 1998)
- Global Youth? (Routledge, 2006)
- Youth, Space and Time (Brill, 2016)
- La imaginación autobiográfica (Gedisa, 2018)
- El Rey. Memórias de un Latin King (NED, 2020)[5]